# مغان‌لی (آغجه‌آباد)
مغان‌لی (به لاتین: Muğanlı) یک منطقه مسکونی در جمهوری آذربایجان است که در شهرستان آغجه‌آباد واقع شده است. مغان‌لی ۱۵۱۰ نفر جمعیت دارد.